# John Bercow

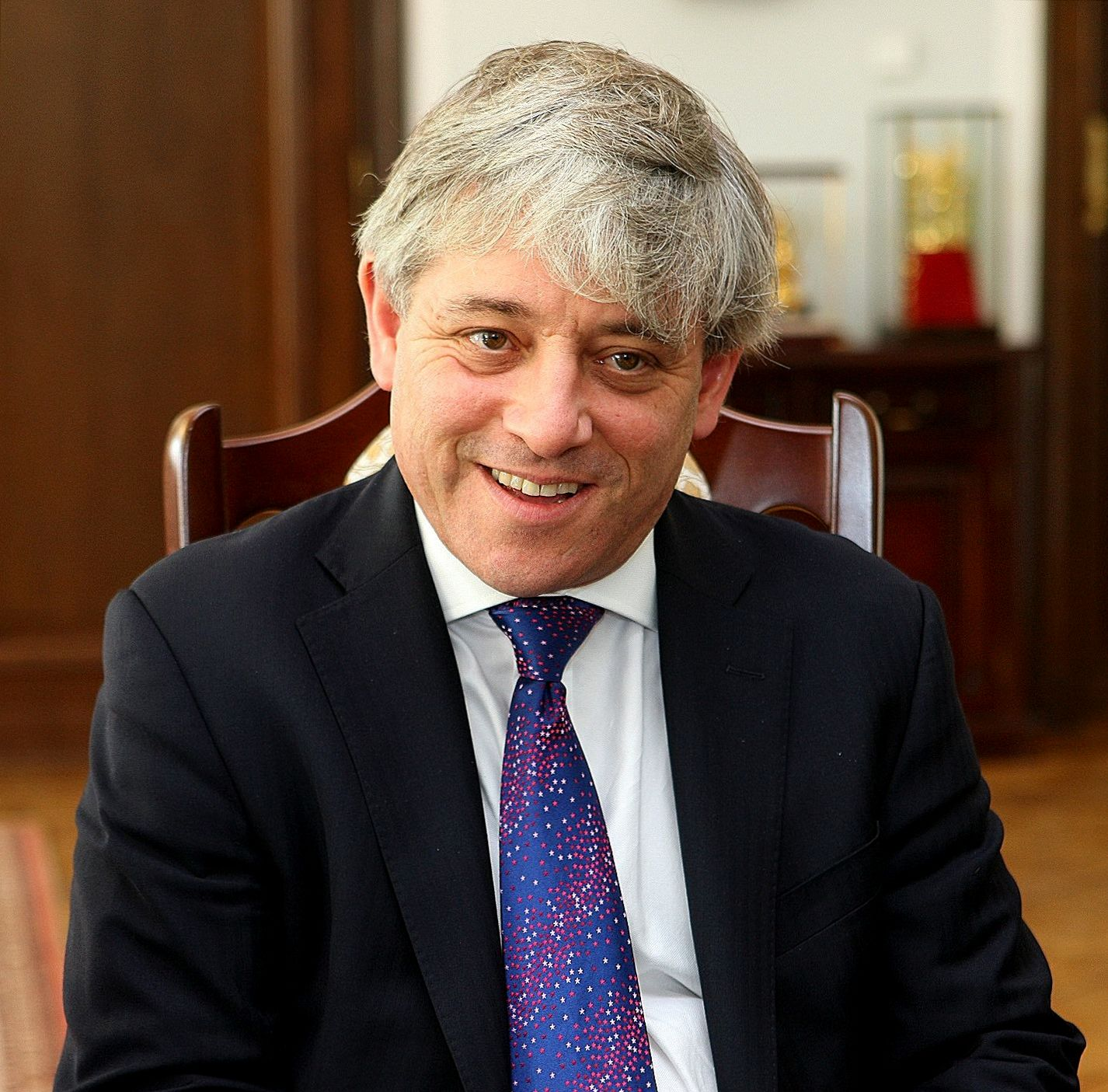
John Bercow.

John Simon Bercow, född 19 januari 1963 i Edgware i Barnet i London, är en brittisk politiker som var det brittiska underhusets talman  (Speaker of the House of Commons) från 2009 till 2019. Han efterträdde Michael Martin i den egenskapen. I underhuset representerade han valkretsen Buckingham.

## Biografi
Bercow var tidigare medlem i konservativa partiet. Han verkade ha en lovande karriär inom partiet, men avgick som skuggminister för arbete och pensioner i protest mot att den dåvarande partiledaren Iain Duncan Smith tvingade partiets parlamentsledamöter att rösta mot en lag som skulle tillåta ogifta par att adoptera barn. Mellan 2003 och 2004 var han åter skuggminister.
Bercow valdes till talman 
Under brexitprocessen i Storbritannien från 2016 fick underhusdebatterna mer uppmärksamhet, vilket bidrog till att göra Bercow mer känd bland allmänheten än tidigare talmän brukat vara.
Den 9 september 2019 tillkännagav han sin avgång som talman från och med den 31 oktober. Han efterträddes 4 november 2019 av Lindsay Hoyle. Efter sin avgång uttalade sig Bercow om sin åsikt om Brexit: "Brexit är Storbritanniens största utrikespolitiska misstag under efterkrigsperioden".
Bercow gick med i Labour-partiet 19 juni 2021. Han motiverade beslutet med att han, trots att han tidigare tillhört det Konservativa partiet som parlamentsledamot, ville se Boris Johnson och hans regering avsatt. Han har pekat på bland annat regeringens bristande kompetens samt en växande främlingsfientlighet inom partiet.
Bercow har lyft fram HBTQ-rättigheter under sin politiska karriär. Då talmannens officiella porträt och vapen avtäcktes den 29 november 2011, inkluderade Bercow en regnbågsflagga och rosa trianglar i sitt vapen för att visa stöd till HBTQ-minoriteten.